# Piet Admiraal
Dr. Pieter Vuijk Admiraal (Papendrecht, 16 juni 1929  - 30 november 2013) was een anesthesist en een van de grondleggers van de palliatieve zorg in Nederland.
Van de hand van Admiraal verschenen ruim 300 publicaties, waaronder een aantal boeken die grote invloed zouden hebben op de praktijkvoering van vele artsen, zoals het handboek 'Pijn en pijnbestrijding' (1979) en diverse boeken over euthanasie.

## Opleiding
Admiraal studeerde in 1956 af als arts aan de Universiteit Utrecht. Aanvankelijk wilde hij huisarts of psychiater worden, maar doordat hij tijdens zijn militaire dienst in het Groot Ziekengasthuis te 's-Hertogenbosch opgeleid kon worden tot militair hulp-anesthesist, kon hij in 1958 in het Antoniusziekenhuis in Utrecht de opleiding tot anesthesist volgen, die hij in 1961 afrondde. 

## Carrière
Na drie jaar in de Dr. Noletstichting te Schiedam gewerkt te hebben, werd hij in maart 1964 benoemd tot staflid van het Hippolytusziekenhuis te Delft (het tegenwoordige Reinier de Graaf Gasthuis), waaraan hij gedurende 30 jaar, tot aan zijn pensioen, verbonden zou blijven. In 1972 promoveerde hij aan de Erasmus Universiteit Rotterdam. In 1975 was hij een van de initiatiefnemers tot de oprichting van de Nederlandse Vereniging tot Bestudering van Pijn, die onderdeel werd van de “International Association for the Study of Pain”. Zijn eigen belangstelling ging vooral uit naar de verbetering van de behandeling van pijn bij kanker, waarvoor tot op dat moment nog maar weinig kennis en belangstelling aanwezig was.
Van 1968 tot 1974 was hij bestuurslid van de Nederlandse vereniging voor anesthesiologie en van 1970 tot 1973 was hij voorzitter van die Vereniging. Aansluitend werd hij benoemd tot erelid van deze vereniging. Van 1977 tot 1985 had hij zitting in het Concilium Anaesthesiologicum. In 1994 werd hij bij zijn pensionering benoemd tot Officier in de Orde van Oranje-Nassau.

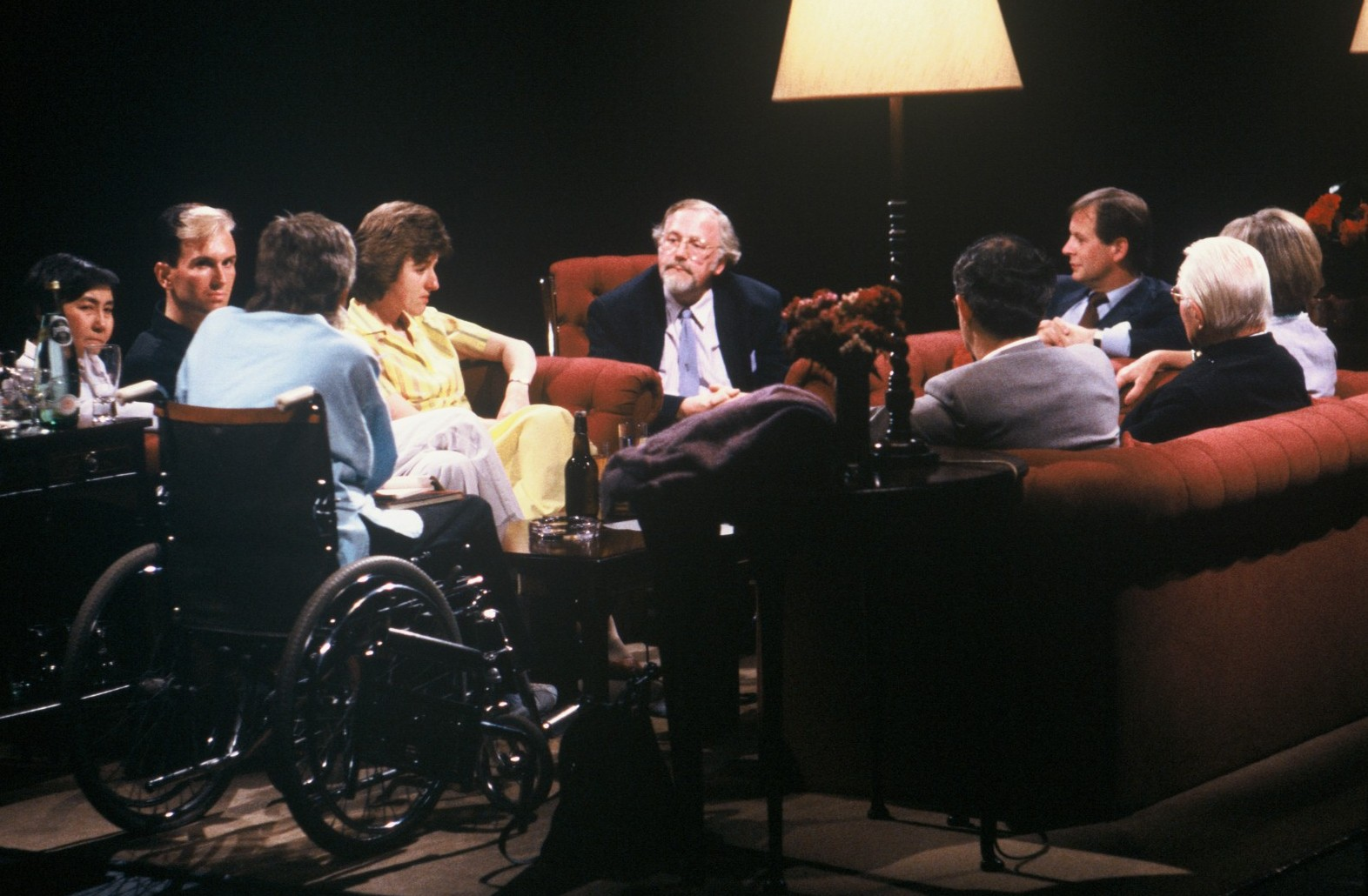
Piet Admiraal als gast bij After Dark

Op 26 Juni 1987 was hij te gast bij de aflevering "Killing With Care" van het Britse debatprogramma After Dark.

## Bijdrage aan euthanasiewet
Admiraal heeft een grote bijdrage geleverd aan het tot stand komen van de Nederlandse Euthanasiewet. Eind jaren '60 was hij als anesthesioloog al betrokken bij euthanasie.
In 1980 schreef Admiraal een boekje waarin werd beschreven hoe men medisch verantwoord euthanasie kan verrichten, en dat naar alle huisartsen en apothekers in Nederland werd opgestuurd. Ook droeg hij bij aan de richtlijn 'euthanasie' van de KNMG.
Op 4 november 1983 beëindigde hij het leven van een MS-patiënte die grotendeels verlamd was, slikproblemen had en uitzichtloos en ondraaglijk leed aan haar ziekte. Op 25 juni 1985 werd hij door de rechtbank in Den Haag ontslagen van rechtsvervolging omdat vastgesteld werd dat Admiraal zich terecht had beroepen op noodtoestand als rechtvaardigingsgrond.
Hij is lange tijd voorzitter geweest van de Stichting Wetenschappelijk Onderzoek Zorgvuldige Zelfdoding.
In verband met deze activiteiten werd hij benoemd tot erelid van de Nederlandse Vereniging voor een Vrijwillig Levenseinde (NVVE). In 1992 ontving hij de 'International Humanist Award' voor het opkomen voor het recht op zelfbeschikking op het gebied van vrijwillige euthanasie.
Mede door zijn ijveren voor een wettelijke regeling voor euthanasie is op 1 april 2002 in Nederland de wetgeving in werking getreden die euthanasie onder strikte voorwaarden legaliseerde.

## Persoonlijk
Pieter Admiraal was een broer van de acteur Joop Admiraal.
- International Standard Name Identifier: 0000 0000 3132 2513
- Library of Congress Control Number: n88627008
- Nederlandse Thesaurus van Auteursnamen: 068454651
- Virtual International Authority File: 45879266
- WorldCat: E39PBJbCPpdQ683B78gchwKGHC